# Kruchawica aksamitna

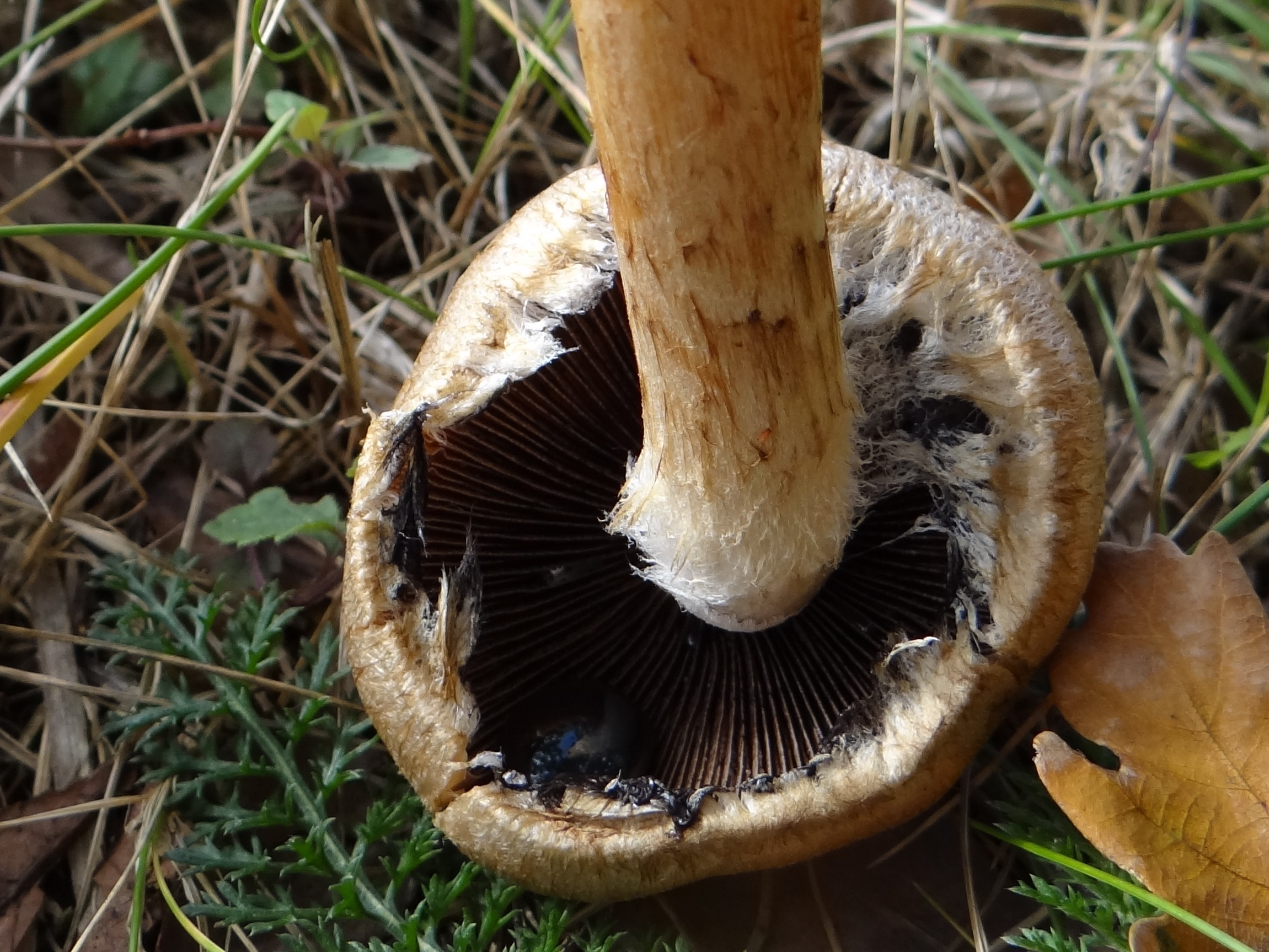
Charakterystyczna kropla cieczy wyciekająca na blaszkach

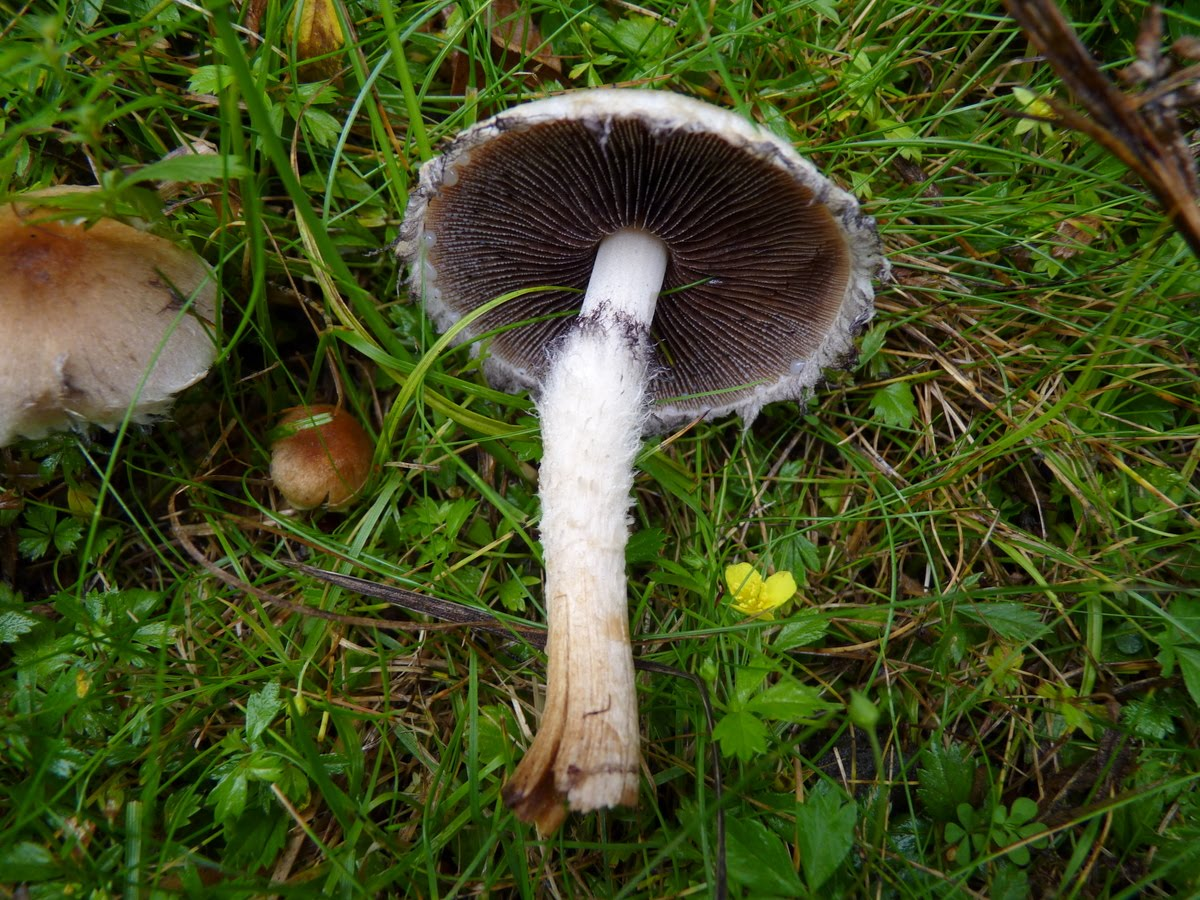
Zwisające resztki osłony i omszony trzon

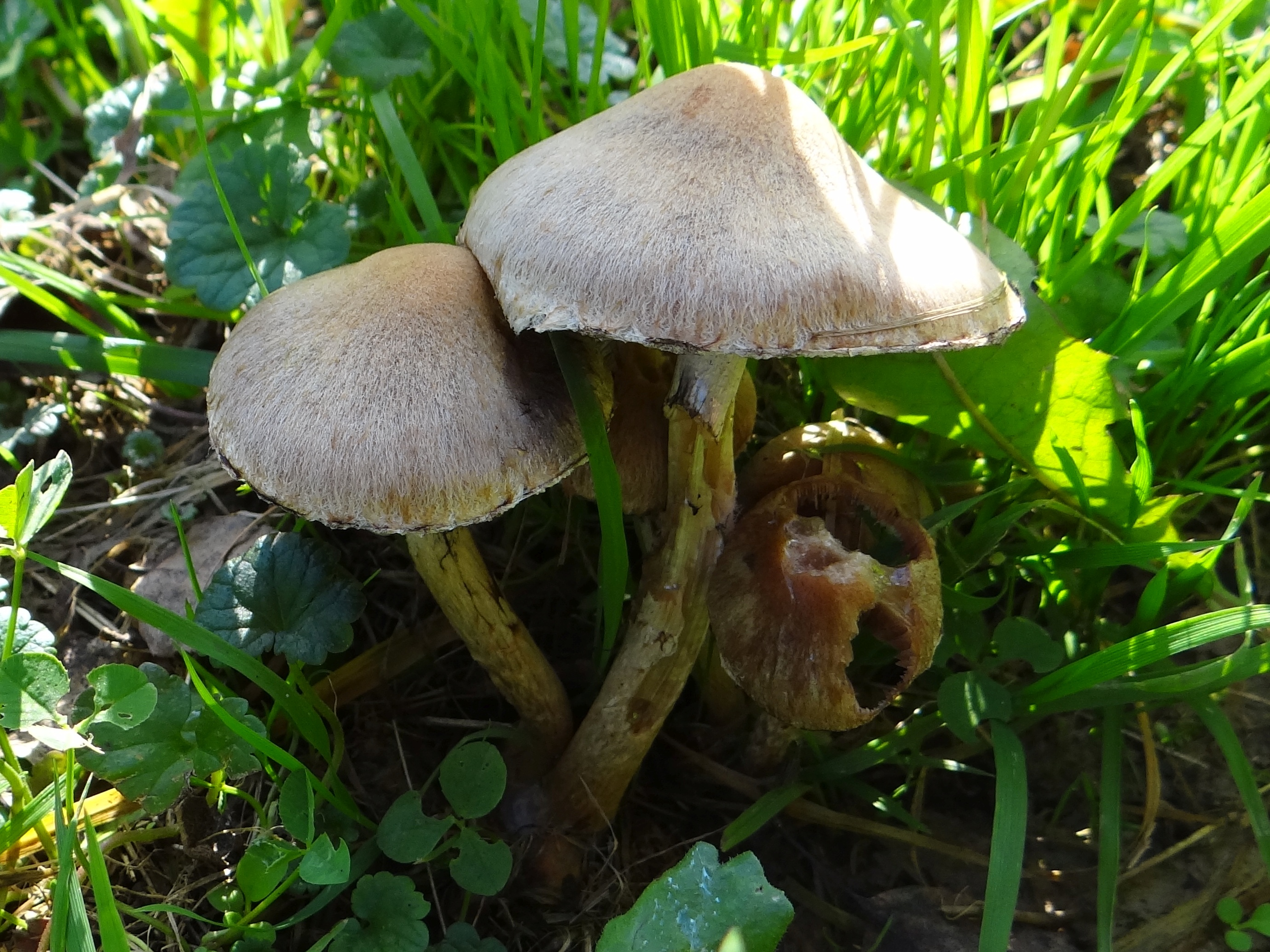

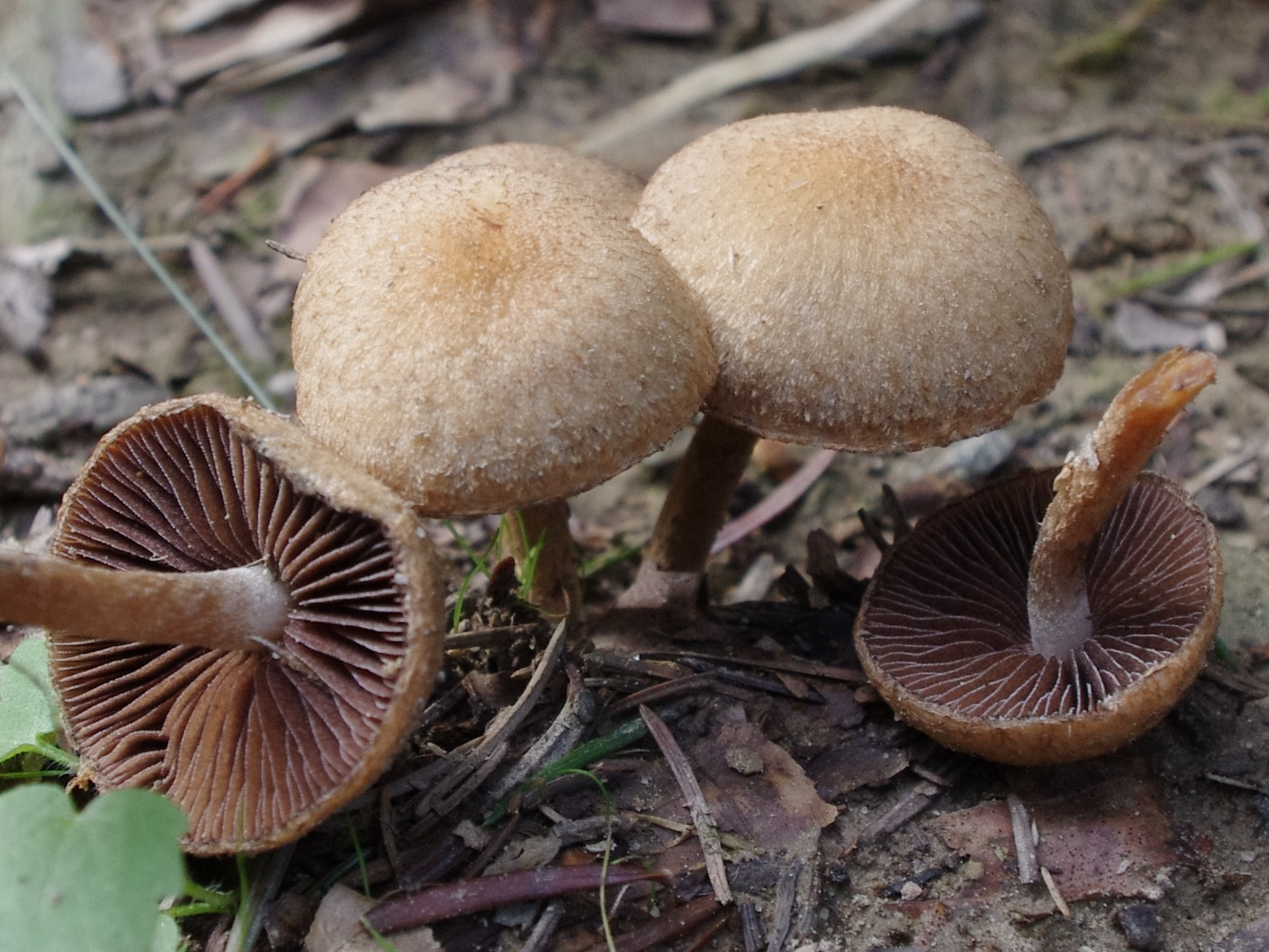

Kruchawica aksamitna (Lacrymaria lacrymabunda (Bull.) Pat) – gatunek grzybów należący do rodziny kruchaweczkowatych (Psathyrellaceae).

## Systematyka i nazewnictwo
Pozycja w klasyfikacji według Index Fungorum: Lacrymaria, Psathyrellaceae, Agaricales, Agaricomycetidae, Agaricomycetes, Agaricomycotina, Basidiomycota, Fungi.
Po raz pierwszy takson ten zdiagnozował w 1785 r. Pierre Bulliard nadając mu nazwę Agaricus lacrymabundus. Obecną, uznaną przez Index Fungorum nazwę nadał mu w 1887 r. Narcisse Théophile Patouillard, przenosząc go do rodzaju Lacrymabunda.
Synonimów naukowych ma ponad 30. Niektóre z nich to:
- Drosophila lacrymabunda (Bull.) Murrill 1922
- Drosophila velutina (Pers.) Kühner & Romagn. 1953
- Psathyrella lacrymabunda (Bull.) M.M. Moser 1953
- Psathyrella velutina (Pers.) Singer 1951[2].

Nazwę polską zaproponował Władysław Wojewoda w 2003 r. W polskim piśmiennictwie mykologicznym gatunek ten ma też inne nazwy: bedłka aksamitna, kruchaweczka omszona, maślanka aksamitna.

## Morfologia
Kapelusz
Średnica 3–8 cm, u młodych okazów dzwonkowaty, potem szeroko rozpostarty, na starość całkiem płaski, ale niewgłębiony. Ma kolor od kremowoochrowego przez pomarańczowobrązowy do rdzawobrązowego. Jego powierzchnia jest pokryta włókienkami i łuseczkami, a u starszych okazów kosmkami. U młodych okazów na brzegu kapelusza zwisają resztki osłony.
Blaszki
U młodych okazów szarożółte, potem brązowoczarne. Często mają fioletowoszary kolor. Charakterystyczną cechą tego gatunku jest wydzielanie przez blaszki kropelek cieczy, na których gromadzą się czarnobrązowe zarodniki.
Trzon
Wysokość 5–12 cm, grubość 5–8 mm. Jest cylindryczny, pusty, podłużnie włóknisty i pokryty kosmkami. Ma kolor od ochrowego do brązowego i słabo zaznaczoną włóknistą strefę pierścieniową. Powyżej tej strefy jest nagi.
Miąższ
Bladoszarobrązowy, bez wyraźnego zapachu.
Cechy mikroskopowe;
Wysyp zarodników brązowoczarny. Zarodniki elipsoidalne, o rozmiarach 8–12 × 5–8 μm. Występują zgrubiałe pleurocystydy o rozmiarach 48–62 × 9–14 μm i workowatym kształcie, często skupione po trzy lub cztery razem. Licznie występują cheilocystydy. Mają rozmiar 90 × 12 μm, są bezbarwne w KOH, faliste, półcylindryczne z główkowatym wierzchołkiem.
Gatunki podobne
Lacrymaria pyrotricha. Ma jaśniejszy, czerwonopomarańczowy kapelusz i na jej trzonie często występuje pierścień. Występuje w górskich świerczynach. Może być pomylony również z mniejszą i pospolitą kruchaweczką zaroślową (Psathyrella candolleana).

## Występowanie i siedlisko
Najliczniejsze stanowiska tego gatunku opisano w Ameryce Północnej i Europie, ale występuje także w Afryce, Japonii i na Nowej Zelandii. W Europie Środkowej jest częsty. W Polsce jest częsty.
Rośnie na poboczach dróg, w parkach, ogrodach, na miedzach i na drogach leśnych, głównie na żyznych glebach. Owocniki wytwarza od wczesnego lata do późnej jesieni.

## Znaczenie
Saprotrof rozwijający się na rozkładających się kawałkach kory i innej substancji organicznej. W Polsce uważany jest za grzyb niejadalny, a nawet podejrzany o własności trujące. Według innych źródeł jest grzybem jadalnym, ale nadającym się tylko jako domieszka do innych grzybów.